# Hans Viktor Clausen
Hans Viktor Clausen, född 1861 och död 1937 var en dansk kulturhistoriker.
Claussen blev lärare vid Frederiksbergs gymnasium 1887, och var lektor där 1919-26. Som en framstående kännare av sönderjydska förhållanden var Claussen 1919 attacherad vid den danska legationen under fredsförhandlingarna i Paris. Han intog i fråna om gränsfrågan en återhållen ställning. Av hans arbeten märks Middelalderens Kunst (en svensk översättning av andra upplagan utkom 1927) och den på ortnamnsmaterial baserade Studier over Danmarks Oldtidsbebyggelse (1916).

## Utmärkelser
- Kommendör av Dannebrogorden,  1925[3]

[Redigera Wikidata]